# Ligia pigmentata
Ligia pigmentata är en kräftdjursart som beskrevs av Jackson 1922. Ligia pigmentata ingår i släktet Ligia och familjen gisselgråsuggor. Inga underarter finns listade i Catalogue of Life.